# Кам (Горњи Палатинат)
Кам (њем. Cham) град је у њемачкој савезној држави Баварска. Једно је од 38 општинских средишта округа Кам. Према процјени из 2010. у граду је живјело 17.110 становника. Посједује регионалну шифру (AGS) 9372116.

## Географски и демографски подаци
Кам се налази у савезној држави Баварска у округу Кам. Град се налази на надморској висини од 370 метара. Површина општине износи 80,7 km². У самом граду је, према процјени из 2010. године, живјело 17.110 становника. Просјечна густина становништва износи 212 становника/km².

## Међународна сарадња
| Мјесто  | Држава     | Врста сарадње | Од    |
| ------- | ---------- | ------------- | ----- |
|         | Чешка      | контакт       | 1990. |
| Клатови | Чешка      | партнерство   | 1993. |
|         | Швајцарска | партнерство   | 1981. |
| Извор   |            |               |       |